# Italian Open
L'Italian Open è il principale torneo golfistico italiano maschile. Fu fondato nel 1925 e dal 1972 fa parte dell'European Tour.

## Storia
1925
La prima edizione del torneo - che si è tenuta al Golf Club Alpino di Stresa sul Lago Maggiore (che prende il nome proprio dalla località Alpino) - vide imporsi come vincitore l'italiano Francesco Pasquali.
Da allora solo altri cinque italiani hanno trionfato:
- Aldo Casera nel 1948
- Ugo Grappasonni nel 1950 e nel 1954
- Baldovino Dassù nel 1976
- Massimo Mannelli nel 1980
- Francesco Molinari nel 2006 e nel 2016

1926
Anche la seconda edizione del torneo si è tenuta al Golf Club Alpino. Il diciottenne August Boyer, vincitore della seconda edizione, si aggiudicherà anche le edizioni del 1928, 1930, 1931.
Tale record viene raggiunto in seguito da Flory Van Donck con le vittorie del 1938, 1947, 1953, 1955.
1927
È l'anno in cui l'inglese Percy Allis riesce a battere Dallemagne, considerato uno tra i più forti giocatori in gara. Dallemagne aspetta dieci anni prima di vincere il torneo nel 1937.
Allis vince ancora una volta nel 1935 e insieme al figlio Peter, vincitore nel 1958, detiene un record personale: rappresentano l'unico caso di doppia vittoria in famiglia.
1936
La costruzione del campo di Sestriere, da parte del senatore Agnelli, segna un punto di svolta per l'Italian Open.
Precursore dei tempi, il senatore capendo le molteplici potenzialità inespresse del torneo, decise di rivestire l'evento con connotati promozionali.
La necessità di rendere noto il nuovo campo spinse Agnelli ad ingaggiare, per la prima volta nella storia del torneo, il campione Henry Cotton.
L'inglese non delude le aspettative e, oltre a vincere quell'anno, contribuisce a rendere il campo di Sestriere una delle mete più ambite dai facoltosi inglesi.
1938
Questa data è l'ultima prima della guerra. Il torneo si conclude con la vittoria di Flory Van Donck che, da vero gentiluomo, partecipa alla ripresa del torneo nel 1947 con lo scopo di difendere il titolo conquistato quasi dieci anni prima.
Il 1947 riconferma Flory Van Donck vincitore del circuito.
1948-1960
Può essere definito come un decennio storico per il golf italiano. Si susseguono numerose vittorie dei padroni di casa:
- Casera nel 1948
- Doppietta di Ugo Grappasonni nel 1950 e nel 1954

I due, insieme ad Alfonso Angelini, si aggiudicano l'appellativo de i tre moschettieri.
1971
Dopo una pausa di quasi un decennio, l'Italian Open riprende nel circuito di Garlenda e vede trionfare Roman Sota.
Seguono le vittorie di:
- Wood nel 1972
- Jacklin nel 1973
- Oosterhius nel 1974
- Casper nel 1975

1976

Baldovino Dassù vince l'edizione 1976 all'Is Molas Resort di Cagliari

È l'anno in cui un italiano ritorna alla vittoria: Baldovino Dassù.
Dassù viene ricordato anche come detentore del record del maggior distacco inflitto sul secondo classificato: otto colpi di margine su Manuel Piñero e Carl Mason.
1979
Ancora in vetta un italiano: Massimo Mannelli vincitore sul percorso di romano dell'Acquasanta rappresenta, per 26 anni, l'ultimo italiano a vincere l'Italian Open.
Solo nel 2006 Francesco Molinari, sul percorso milanese del Castello di Tolcinasco, riporta il titolo in Italia.
1980-1990
Protagonisti delle varie edizioni i giovani José Maria Cañizares, Mark James, Bernhard Langer, Sandy Lyle e Sam Torrance, che hanno più volte preso parte all'evento anche da campioni affermati.
Il 1983 viene ricordato grazie all'indimenticabile spareggio di Langer contro Ken Brown e Severiano Ballesteros che vide quest'ultimo vincitore a Firenze sul percorso dell'Ugolino.
1988-1999
Segna l'inizio di un nuovo ciclo per l'Italian Open: l'ingaggio delle vedette straniere.
Protagonista indiscusso Greg Norman che, oltre a vincere il torneo, non passa inosservato per il suo comportamento folkloristico al di fuori del campo da gioco.
Tra i protagonisti più assidui e considerati beniamini del torneo spiccano i nomi di Severiano Ballesteros e José María Olazábal, scelto come capitano dell'Europa per l'edizione della Ryder Cup 2012. L'Italian Open fu per Ballesteros l'unico grande assente nel palmarès delle sue vittorie mentre Olazabal si conferma per due volte secondo: nel 1990, quando viene superato da Richard Boxall, e nel 1997, battuto da Langer. L'Italian Open del 1999 si svolse al Circolo Golf Torino. Ritroveremo l'Open in questa sede nel 2013 e nel 2014.
Oltre a Langer concedono il bis all'Italian Open anche:
- Lyle nel 1992
- Torrence nel 1995
- “El Gato” Eduardo Romero nel 1994.

2000
L'Italian Open cambia veste.
Grazie al successo di numerosi giovani talenti inizia a farsi strada l'idea che il circuito italiano rappresenti per molte giovani promesse un trampolino di lancio.
A conferma di ciò troviamo la scalata nel panorama mondiale con la partecipazione alla Ryder Cup di:
- Ian Poulter, inglese, vincitore nel 2000 e nel 2002
- Graeme McDowell, nordirlandese, nel 2004
- Francesco Molinari, nel 2006

2007
Buona anche la carriera dello spagnolo Gonzalo Fernandez Castaño (quattro titoli nel tour), che al Castello di Tolcinasco predomina sull'austriaco Markus Brier.
2008
H. Otto risulta vincitore di quest'edizione dell'Italian Open.
2009
L'anno in cui il Royal Park I Roveri di Torino diventa sede dell'Italian Open, e lo sarà per i tre anni successivi. Vincitore del titolo è Daniel Vancsik.
2010
Lo svedese Fredrik Andersson Hed, nell'ottavo spareggio, difende il titolo, e ottiene la sua prima vittoria nel circuito all'età di 38 anni.
2011
È Robert Rock a trionfare.
Gli ultimi anni vedono alla ribalta nuovamente giovani talenti italiani: oltre Francesco Molinari, vincitore nel 2006, troviamo Edoardo Molinari, l'enfant prodige Matteo Manassero e Lorenzo Gagli.
Il 2011 si chiude con un record per il golf italiano.
Per la prima volta saranno sette gli italiani a partecipare di diritto all'European Tour: Francesco Molinari, Edoardo Molinari, Matteo Manassero, Lorenzo Gagli, Andrea Pavan, Alessandro Tadini e Federico Colombo, tutti protagonisti nelle ultime edizioni dell'Italian Open.
2012
Al Royal Park I Roveri di Torino trionfa lo spagnolo Gonzalo Fernández-Castaño, superando nel giro finale il sudafricano Garth Mulroy. Per il golfista iberico si tratta del sesto titolo sul circuito europeo.
2013
L'Italian Open si sposta sui campi del Circolo Golf Torino nel Parco Regionale "La Mandria", già sede del torneo nel 1999. Si aggiudica il trofeo il francese Julien Quesne.
2014
Il torneo svolto, anche quest'anno, presso il Circolo Golf Torino "La Mandria" dal 28 al 31 agosto 2014, è stato vinto dal sudafricano Hennie Otto, già vincitore del torneo nel 2008.
2015
Edizione al Golf Club Milano che vede vincitore a sorpresa Rikard Karlberg, che supera al playoff Martin Kaymer
2016
Siamo ancora al Golf Club Milano, e trionfa con -22 Francesco Molinari. Seconda vittoria per lui ad un Italian Open, dopo quella del 2006.
2017
Terza edizione a Monza, con vittoria dell'inglese Tyrrell Hatton.
2018
Si gioca al Gardagolf Country Club in provincia di Brescia, ed il campione stavolta è il danese Thorbjørn Olesen che, in un finale mozzafiato, sopravanza di un solo colpo Francesco Molinari.
2019
Si gioca all'Olgiata Golf Club di Roma dove trionfa Wiesberger, primo austriaco a imporsi nell'Open italiano, superando di un solo colpo l'inglese Matthew Fitzpatrick.

## Albo d'oro
| Anno                               | Vincitore                                        | Punteggio                                        | Campo                                            | Provincia                                        | Regione                                          |
| Italian Open                       | Italian Open                                     | Italian Open                                     | Italian Open                                     | Italian Open                                     | Italian Open                                     |
| ---------------------------------- | ------------------------------------------------ | ------------------------------------------------ | ------------------------------------------------ | ------------------------------------------------ | ------------------------------------------------ |
| 2025                               | Adrien Saddier                                   | 266 (-14)                                        | Argentario Golf Club                             | Grosseto                                         | Toscana                                          |
| 2024                               | Marcel Siem                                      | 274 (-10)PO                                      | Adriatic Golf Club Cervia                        | Ravenna                                          | Emilia-Romagna                                   |
| DS Automobiles Italian Open        |                                                  |                                                  |                                                  |                                                  |                                                  |
| 2023                               | Adrian Meronk                                    | 271 (-13)                                        | Marco Simone Golf and Country Club               | Roma                                             | Lazio                                            |
| 2022                               | Robert MacIntyre                                 | 270 (-14)PO                                      | Marco Simone Golf and Country Club               | Roma                                             | Lazio                                            |
| 2021                               | Nicolai Højgaard                                 | 271 (-13)                                        | Marco Simone Golf and Country Club               | Roma                                             | Lazio                                            |
| Italian Open                       |                                                  |                                                  |                                                  |                                                  |                                                  |
| 2020                               | Ross McGowan                                     | 268 (-20)                                        | Chervò Golf Club                                 | Brescia                                          | Lombardia                                        |
| 2019                               | Bernd Wiesberger                                 | 268 (-16)                                        | Olgiata Golf Club                                | Roma                                             | Lazio                                            |
| 2018                               | Thorbjørn Olesen                                 | 262 (-22)                                        | Gardagolf Country Club                           | Brescia                                          | Lombardia                                        |
| 2017                               | Tyrrell Hatton                                   | 263 (-21)                                        | Golf Club Milano                                 | Monza                                            | Lombardia                                        |
| 2016                               | Francesco Molinari (2)                           | 262 (-22)                                        | Golf Club Milano                                 | Monza                                            | Lombardia                                        |
| Open d'Italia presented by Damiani |                                                  |                                                  |                                                  |                                                  |                                                  |
| 2015                               | Rikard Karlberg                                  | 269 (-19)PO                                      | Golf Club Milano                                 | Monza                                            | Lombardia                                        |
| 2014                               | Hennie Otto (2)                                  | 268 (-20)                                        | Circolo Golf Torino                              | Torino                                           | Piemonte                                         |
| Open d'Italia Lindt                |                                                  |                                                  |                                                  |                                                  |                                                  |
| 2013                               | Julien Quesne                                    | 276 (-12)                                        | Circolo Golf Torino                              | Torino                                           | Piemonte                                         |
| BMW Italian Open                   |                                                  |                                                  |                                                  |                                                  |                                                  |
| 2012                               | Gonzalo Fernández-Castaño (2)                    | 264 (-24)                                        | Royal Park i Roveri                              | Torino                                           | Piemonte                                         |
| 2011                               | Robert Rock                                      | 267 (-21)                                        | Royal Park i Roveri                              | Torino                                           | Piemonte                                         |
| 2010                               | Fredrik Andersson Hed                            | 272 (-18)                                        | Royal Park i Roveri                              | Torino                                           | Piemonte                                         |
| 2009                               | Daniel Vancsik                                   | 267 (-17)                                        | Royal Park i Roveri                              | Torino                                           | Piemonte                                         |
| Methorios Capital Italian Open     |                                                  |                                                  |                                                  |                                                  |                                                  |
| 2008                               | Hennie Otto                                      | 263 (-25)                                        | Castello di Tolcinasco Golf & CC                 | Milano                                           | Lombardia                                        |
| Telecom Italia Open                |                                                  |                                                  |                                                  |                                                  |                                                  |
| 2007*                              | Gonzalo Fernández-Castaño                        | 200 (-16)PO                                      | Castello di Tolcinasco Golf & CC                 | Milano                                           | Lombardia                                        |
| 2006                               | Francesco Molinari                               | 265 (-23)                                        | Castello di Tolcinasco Golf & CC                 | Milano                                           | Lombardia                                        |
| 2005                               | Steve Webster                                    | 270 (-18)                                        | Castello di Tolcinasco Golf & CC                 | Milano                                           | Lombardia                                        |
| 2004*                              | Graeme McDowell                                  | 197 (-19)PO                                      | Castello di Tolcinasco Golf & CC                 | Milano                                           | Lombardia                                        |
| Italian Open Telecom Italia        |                                                  |                                                  |                                                  |                                                  |                                                  |
| 2003                               | Mathias Grönberg                                 | 271 (-17)                                        | Gardagolf Country Club                           | Brescia                                          | Lombardia                                        |
| 2002*                              | Ian Poulter (2)                                  | 197 (-19)                                        | Olgiata GC                                       | Roma                                             | Lazio                                            |
| Atlanet Italian Open               |                                                  |                                                  |                                                  |                                                  |                                                  |
| 2001                               | Grégory Havret                                   | 268 (-20)                                        | Is Molas Resort                                  | Cagliari                                         | Sardegna                                         |
| Italian Open                       |                                                  |                                                  |                                                  |                                                  |                                                  |
| 2000                               | Ian Poulter                                      | 267 (-21)                                        | Is Molas Resort                                  | Cagliari                                         | Sardegna                                         |
| Fiat and Fila Italian Open         |                                                  |                                                  |                                                  |                                                  |                                                  |
| 1999                               | Dean Robertson                                   | 271 (-17)                                        | Circolo Golf Torino                              | Torino                                           | Piemonte                                         |
| Italian Open                       |                                                  |                                                  |                                                  |                                                  |                                                  |
| 1998*                              | Patrik Sjöland                                   | 195 (-21)                                        | GC Castelconturbia                               | Novara                                           | Piemonte                                         |
| Conte of Florence Italian Open     |                                                  |                                                  |                                                  |                                                  |                                                  |
| 1997                               | Bernhard Langer (2)                              | 273 (-15)                                        | Gardagolf Country Club                           | Brescia                                          | Lombardia                                        |
| 1996                               | Jim Payne                                        | 275 (-9)                                         | Golf Club Bergamo                                | Bergamo                                          | Lombardia                                        |
| Italian Open                       |                                                  |                                                  |                                                  |                                                  |                                                  |
| 1995                               | Sam Torrance (2)                                 | 269 (-19)                                        | GC Le Rovedine                                   | Milano                                           | Lombardia                                        |
| Tisettanta Italian Open            |                                                  |                                                  |                                                  |                                                  |                                                  |
| 1994                               | Eduardo Romero                                   | 272 (-16)                                        | Marco Simone Golf and Country Club               | Roma                                             | Lazio                                            |
| Lancia Martini Italian Open        |                                                  |                                                  |                                                  |                                                  |                                                  |
| 1993                               | Greg Turner                                      | 267 (-21)                                        | Modena Golf & CC                                 | Modena                                           | Emilia-Romagna                                   |
| 1992                               | Sandy Lyle (2)                                   | 270 (-18)                                        | GC Monticello                                    | Como                                             | Lombardia                                        |
| 1991                               | Craig Parry                                      | 279(-9)                                          | GC Castelconturbia                               | Novara                                           | Piemonte                                         |
| 1990                               | Richard Boxall                                   | 267 (-21)                                        | Golf Club Milano                                 | Monza                                            | Lombardia                                        |
| Lancia Italian Open                |                                                  |                                                  |                                                  |                                                  |                                                  |
| 1989                               | Ronan Rafferty                                   | 273 (-15)                                        | GC Monticello                                    | Como                                             | Lombardia                                        |
| 1988                               | Greg Norman                                      | 270 (-18)                                        | GC Monticello                                    | Como                                             | Lombardia                                        |
| 1987                               | Sam Torrance                                     | 271 (-17)PO                                      | GC Monticello                                    | Como                                             | Lombardia                                        |
| Italian Open                       |                                                  |                                                  |                                                  |                                                  |                                                  |
| 1986                               | David Feherty                                    | 270 (-10)PO                                      | Albarella GC                                     | Rovigo                                           | Veneto                                           |
| 1985                               | Manuel Piñero                                    | 267 (-21)                                        | Molinetto CC                                     | Milano                                           | Lombardia                                        |
| 1984                               | Sandy Lyle                                       | 277 (-11)                                        | Golf Club Milano                                 | Monza                                            | Lombardia                                        |
| 1983                               | Bernhard Langer                                  | 271 (-17)PO                                      | GC Ugolino                                       | Firenze                                          | Toscana                                          |
| 1982                               | Mark James                                       | 280 (-8)                                         | Is Molas Resort                                  | Cagliari                                         | Sardegna                                         |
| 1981                               | José Maria Cañizares                             | 280 (-8)PO                                       | Golf Club Milano                                 | Monza                                            | Lombardia                                        |
| 1980                               | Massimo Mannelli                                 | 276 (-8)                                         | Circolo del Golf Roma Acquasanta                 | Roma                                             | Lazio                                            |
| 1979                               | Brian Barnes                                     | 281 (-7)PO                                       | GC Monticello                                    | Como                                             | Lombardia                                        |
| 1978                               | Dale Hayes                                       | 293 (+5)                                         | Pevero GC                                        | Sassari                                          | Sardegna                                         |
| 1977                               | Ángel Gallardo                                   | 286 (-2)PO                                       | GC Monticello                                    | Como                                             | Lombardia                                        |
| 1976                               | Baldovino Dassù                                  | 280 (-8)                                         | Is Molas Resort                                  | Cagliari                                         | Sardegna                                         |
| 1975                               | Billy Casper                                     | 286 (-2)                                         | GC Monticello                                    | Como                                             | Lombardia                                        |
| 1974**                             | Peter Oosterhuis                                 | 249                                              | CG Venezia                                       | Venezia                                          | Veneto                                           |
| 1973                               | Tony Jacklin                                     | 284 (-4)                                         | Circolo del Golf Roma Acquasanta                 | Roma                                             | Lazio                                            |
| 1972                               | Norman Wood                                      | 271                                              | CG Villa d'Este                                  | Como                                             | Lombardia                                        |
| 1971                               | Ramón Sota                                       | 282                                              | CG Garlenda                                      | Savona                                           | Liguria                                          |
| 1961-70                            | Non disputato                                    | Non disputato                                    | Non disputato                                    | Non disputato                                    | Non disputato                                    |
| 1960                               | Brian Wilkes                                     | 285                                              | CG Venezia                                       | Venezia                                          | Veneto                                           |
| 1959                               | Peter Thomson                                    | 269                                              | CG Villa d'Este                                  | Como                                             | Lombardia                                        |
| 1958                               | Peter Alliss                                     | 282                                              | CG Varese                                        | Varese                                           | Lombardia                                        |
| 1957                               | Harold Henning                                   | 273                                              | CG Villa d'Este                                  | Como                                             | Lombardia                                        |
| 1956                               | Antonio Cerdá                                    | 284                                              | Golf Club Milano                                 | Monza                                            | Lombardia                                        |
| 1955                               | Flory Van Donck (4)                              | 287                                              | CG Venezia                                       | Venezia                                          | Veneto                                           |
| 1954                               | Ugo Grappasonni (2)                              | 272                                              | CG Villa d'Este                                  | Como                                             | Lombardia                                        |
| 1953                               | Flory Van Donck (3)                              | 267                                              | CG Villa d'Este                                  | Como                                             | Lombardia                                        |
| 1952                               | Eric Brown                                       | 273                                              | Golf Club Milano                                 | Monza                                            | Lombardia                                        |
| 1951                               | James Adams                                      | 289                                              | Golf Club Milano                                 | Monza                                            | Lombardia                                        |
| 1950                               | Ugo Grappasonni                                  | 281                                              | Circolo del Golf Roma Acquasanta                 | Roma                                             | Lazio                                            |
| 1949                               | Hassan Hassanein                                 | 263                                              | CG Villa d'Este                                  | Como                                             | Lombardia                                        |
| 1948                               | Aldo Casera                                      | 267                                              | CG degli Ulivi Sanremo                           | Imperia                                          | Liguria                                          |
| 1947                               | Flory Van Donck (2)                              | 263                                              | CG degli Ulivi Sanremo                           | Imperia                                          | Liguria                                          |
| 1939-46                            | Cancellato a causa della Seconda Guerra Mondiale | Cancellato a causa della Seconda Guerra Mondiale | Cancellato a causa della Seconda Guerra Mondiale | Cancellato a causa della Seconda Guerra Mondiale | Cancellato a causa della Seconda Guerra Mondiale |
| 1938                               | Flory Van Donck                                  | 276                                              | CG Villa d'Este                                  | Como                                             | Lombardia                                        |
| 1937                               | Marcel Dallemagne                                | 276                                              | CG degli Ulivi Sanremo                           | Imperia                                          | Liguria                                          |
| 1936                               | Henry Cotton                                     | 268                                              | CG Sestriere                                     | Torino                                           | Piemonte                                         |
| 1935                               | Percy Alliss (2)                                 | 262                                              | CG degli Ulivi Sanremo                           | Imperia                                          | Liguria                                          |
| 1934                               | Norman Nutley                                    | 132                                              | CG degli Ulivi Sanremo                           | Imperia                                          | Liguria                                          |
| 1933                               | Non disputato                                    | Non disputato                                    | Non disputato                                    | Non disputato                                    | Non disputato                                    |
| 1932                               | Aubrey Boomer                                    | 143                                              | CG Villa d'Este                                  | Como                                             | Lombardia                                        |
| 1931                               | Auguste Boyer (4)                                | 141                                              | CG Villa d'Este                                  | Como                                             | Lombardia                                        |
| 1930                               | Auguste Boyer (3)                                | 140                                              | CG Villa d'Este                                  | Como                                             | Lombardia                                        |
| 1929                               | René Golias                                      | 143                                              | CG Villa d'Este                                  | Como                                             | Lombardia                                        |
| 1928                               | Auguste Boyer (2)                                | 145                                              | CG Villa d'Este                                  | Como                                             | Lombardia                                        |
| 1927                               | Percy Alliss                                     | 145                                              | Alpino GC                                        | Verbania                                         | Piemonte                                         |
| 1926                               | Auguste Boyer                                    | 147                                              | Alpino GC                                        | Verbania                                         | Piemonte                                         |
| 1925                               | Francesco Pasquali                               | 154                                              | Alpino GC                                        | Verbania                                         | Piemonte                                         |

* tornei 2002, 2004, e 2007 ridotti a tre round per pioggia.

** solo nove buche disputate nel primo round del torneo 1974.

## Regolamento
L'Italian Open viene giocato secondo le regole del The Royal and Ancient Golf Club of St Andrews, le regole del PGA European Tour e le regole locali emanate dal Comitato di Campionato.
Il torneo, aperto ai professionisti soci effettivi, parziali e temporanei della PGA European Tour e ai dilettanti con vantaggio 0, o inferiore, verrà disputato su 72 buche, con la formula dello stroke play. Saranno ammessi a giocare il 3º e il 4º giro i primi 65 professionisti classificati più i pari merito al 65º posto e i dilettanti il cui punteggio non sia superiore a quello del 65º classificato. In caso di parità per il 1º posto, i giocatori disputeranno, subito dopo la fine della gara, uno spareggio buca per buca.

## Sedi
| Circolo                            | Località              | Prima edizione | Ultima edizione | Edizioni |
| ---------------------------------- | --------------------- | -------------- | --------------- | -------- |
| Golf Club Alpino di Stresa         | Stresa (VB)           | 1925           | 1927            | 3        |
| Circolo Golf Villa d'Este          | Montorfano (CO)       | 1928           | 1972            | 12       |
| Circolo Golf degli Ulivi, Sanremo  | Sanremo (IM)          | 1934           | 1948            | 5        |
| Sestrieres Golf Club               | Sestriere (TO)        | 1936           | 1936            | 1        |
| Circolo del Golf Roma, Acquasanta  | Roma                  | 1950           | 1980            | 3        |
| Golf Club Milano                   | Monza                 | 1951           | 2017            | 9        |
| Circolo Golf Venezia               | Venezia               | 1955           | 1974            | 3        |
| Golf Club Varese                   | Varese                | 1958           | 1958            | 1        |
| Golf Club Garlenda                 | Garlenda (SV)         | 1971           | 1971            | 1        |
| Olgiata Golf Club                  | Roma                  | 1973           | 2019            | 2 (+1)   |
| Golf Club Monticello               | Como                  | 1975           | 1992            | 7        |
| Circolo Golf Is Molas              | Pula (CA)             | 1976           | 2001            | 4        |
| Pevero Golf Club                   | Arzachena (OT)        | 1978           | 1978            | 1        |
| Circolo Golf Ugolino               | Firenze               | 1983           | 1983            | 1        |
| Molinetto Country Club             | Milano                | 1985           | 1985            | 1        |
| Golf Club Albarella                | Venezia               | 1986           | 1986            | 1        |
| Castelconturbia Golf Club          | Borgomanero (NO)      | 1991           | 1998            | 2        |
| Modena Golf and Country Club       | Modena                | 1993           | 1993            | 1        |
| Marco Simone Golf and Country Club | Roma                  | 1994           | 2022            | 4        |
| Le Rovedine Golf Club              | Milano                | 1995           | 1995            | 1        |
| Golf Club Bergamo "L'Albenza"      | Bergamo               | 1996           | 1996            | 1        |
| Gardagolf Country Club             | Brescia               | 1997           | 2018            | 3        |
| Circolo Golf Torino "La Mandria"   | Torino                | 1999           | 2014            | 3        |
| Golf Club Castello Tolcinasco      | Milano                | 2004           | 2008            | 5        |
| Royal Park i Roveri                | Torino                | 2009           | 2012            | 4        |
| Chervò Golf Hotel and Spa Resort   | Pozzolengo (BS)       | 2020           | 2020            | 1        |
| Adriatic Golf Club Cervia          | Cervia (RA)           | 2024           | 2024            | 1        |
| Argentario Golf Club               | Monte Argentario (GR) | 2025           | 2025            | 1        |

## Record
Maggior numero di vittorie:
- 4
  - Auguste Boyer: 1926, 1928, 1930, 1931
  - Flory van Donck: 1938, 1947, 1953, 1955